# Verwaltungsgemeinschaft Asbach-Bäumenheim
Die Verwaltungsgemeinschaft Asbach-Bäumenheim im schwäbischen Landkreis Donau-Ries wurde im Zuge der Gemeindegebietsreform am 1. Mai 1978 gegründet und zum 1. Januar 1980 bereits wieder aufgelöst.
Ihr gehörten die Gemeinden Asbach-Bäumenheim, Mertingen und Oberndorf am Lech an, die seither Einheitsgemeinden mit eigener Verwaltung sind.
Sitz der Verwaltungsgemeinschaft war Asbach-Bäumenheim.